# Mycale pachysigmata
Mycale pachysigmata är en svampdjursart som beskrevs av Gustavo Pulitzer-Finali 1996. Mycale pachysigmata ingår i släktet Mycale och familjen Mycalidae.
Artens utbredningsområde är havet utanför Papua Nya Guinea. Inga underarter finns listade i Catalogue of Life.